# Meredead
Meredead è il quarto album in studio del gruppo musicale symphonic metal tedesco-norvegese Leaves' Eyes, pubblicato nel 2011.

## Tracce
Testi di Liv Kristine Espenæs Krull, musiche di Alexander Krull e Thorsten Bauer, tranne dove indicato.
1. Spirits' Masquerade – 6:31
2. Étaín – 3:58
3. Velvet Heart – 3:42
4. Kråkevisa – 4:34 (traditional)
5. To France (Mike Oldfield cover) – 4:37 (Mike Oldfield)
6. Meredead – 5:19
7. Sigrlinn – 8:47
8. Mine tåror er ei grimme – 2:54
9. Empty Horizon – 4:58
10. Veritas – 0:48
11. Nystev – 4:39 (tradizionale)
12. Tell-Tale Eyes – 3:58
13. Sorhleod (bonus track) – 5:04

## Formazione
Gruppo
- Liv Kristine Espenæs Krull - voce
- Alexander Krull - voce, tastiere
- Thorsten Bauer - chitarre, basso, mandolino
- Sander van der Meer - chitarre
- Roland Navratil - batteria, percussioni